# MI4
L'MI4 era la quarta sezione del dipartimento dell'Intelligence militare britannica  facente capo al War Office. Esso era responsabile della ricognizione aerea e dell'interpretazione della stessa. Essa si è evoluta nell'agenzia di intelligence JARIC. L'agenzia che attualmente svolge i compiti dell'MI4 è la Defence Intelligence Fusion Centre.

## Storia
L'MI4 fu un'organizzazione molto dinamica che evolvé rapidamente sia durante che dopo la seconda guerra mondiale, cambiando spesso nome; il Photographic Development Unit (PDU) del 1940 divenne più tadi, sempre nello stesso anno il Photographic Interpretation Unit (PIU), l'anno successivo divenne il  Central Interpretation Unit (CIU) e nel 1947 Joint Air Photographic Intelligence Centre UK (JAPIC (UK)).